# المسجد الملون
المسجد الملون (بالإنجليزية: Multicoloured Mosque، بالحروف الصينية المبسطة: 华寺清真寺، بالحروف الصينية التقليدية: 華寺清真寺، بالبينيين: Huásì Qīngzhēnsì) هو مسجد في الصين بني خلال حكم الإمبراطور مينغ شيتغواه الذي امتدت فترة حكمه بين عام 1465 وعام 1487.

## البناء
المعابد البوذية والقصور الإمبراطورية كانت العمارة التي استند عليها بناء المسجد الملون، شيد المسجد من قبل المسلمين الذين يعيشون في بلدة غرب فينيكس وود، والآن يخدم مناطق بافانغ من ينكشيا سيتي، في عام 1928 تم تدمير المسجد جراء حريق ألم به، المسجد قادر على اسيعاب ما مجموعة 2,000 مصلي في وقت واحد، وذلك بعد إعادة بنائه في عام 1941.